# 龍田空軍基地
龍田空軍基地（りゅうでんくうぐんきち）福建省福州市福清市にある中国人民解放軍空軍の基地。龍田基地、福清龍田空港などとも呼ばれる。英語圏ではLongtian Air Baseと称される。台湾に最も近い人民解放軍の空軍基地である。

## 概要
福建省福州市福清市龍田鎮に位置する。台湾へ向けての最前線であり、台湾まで170キロメートルの距離しかない。台湾の中国アジア太平洋安全保障ガバナンス協会研究員である廖天威によれば、当基地を離陸した戦闘機は約7分以内に台北の上空に到達するとされている。

## 設備
2020年から駐機場や格納庫の拡張が開始され、新型コロナウイルス感染症のパンデミックの間も中断されることなく、2022年には完了した。
改修の目的は台湾有事に備えたものだと報じられている。
1本の滑走路を挟んで両側に大規模な駐機場（4カ所）が設けられているほか、航空機を格納する掩体壕、弾薬庫と推定される掩体壕（4棟）、地対空ミサイルによる防空拠点、管理棟などが配置されている。
駐機場は4カ所あり、常駐する機体以外にも様々な航空機を臨時に収容できると見られている。また、駐機場にはスポット番号が振られており、衛星写真から確認できる。
- 101番-106番: 滑走路の南端・西側にある。このうち、103-106には強化シェルターが備えられている[4]。
- 201番-233番: 基地の中央部にある。改修前から存在していた駐機場で、2020～2021年に拡張された[4]。
- 301番-304番: 滑走路の北端・西側にある。改修前から存在していた駐機場で、2020～2021年に拡張された[4]。
- 401番-436番: 滑走路を挟んで上記3カ所の駐機場と反対側にある。2020～2021年に新設された[4]。

## 配置される航空機・部隊
2022年にはプラネット・ラボの衛星写真により、Su-27（フランカー）あるいはその派生型が駐機している姿が確認されている（ただし、常駐しているかは明らかになっていない）。
また、J-6は20年以上にわたって配置されており、2022年時点では無人機へと改修されたJ-6Wも確認されている。無人機に改修された大量のJ-6Wは台湾有事において防空網を混乱させたり、爆発物を搭載して巡航ミサイルのように使用したりといった用途が指摘されている。